# João Tiago Serrão Garcês
João Tiago Serrão Garcês (Funchal, 7 de marzo de 1993), conocido como Jota, es un futbolista portugués que juega de mediocampista en el C. D. Nacional de la Primeira Liga.

## Clubes
| Club                    | País     | Año       |
| ----------------------- | -------- | --------- |
| C. D. Nacional          | Portugal | 2012-2020 |
| União Madeira (cedido)  | Portugal | 2014      |
| Atlético C. P. (cedido) | Portugal | 2015      |
| Leixões S. C.           | Portugal | 2020-2021 |
| C. D. Nacional          | Portugal | 2021-     |

## Palmarés

### Campeonatos nacionales
| Título                       | Club           | País     | Año     |
| ---------------------------- | -------------- | -------- | ------- |
| Segunda División de Portugal | C. D. Nacional | Portugal | 2017-18 |